# کراسنی سولین
شهر کراسنی سولین (به روسی: Красный Сулин) در کشور روسیه و در اوبلاست روستوف واقع شده‌است.